# Langanesbyggð
Langanesbyggð är en kommun som ligger på nordöstra Island. Folkmängden uppgick till 506 invånare vid årsskiftet 2016-2017. De största tätorterna i kommunen är Þórshöfn med 346 invånare och Bakkafjörður med 59 invånare. Langanesbyggð har en kuststräcka på 174 kilometer.
Kommunen grundades 2006 genom en sammanslagning av kommunerna Þórshafnarhreppur och Skeggjastaðarhreppur.